# Przemysław Sokólski
Przemysław Jerzy Sokólski (ur. 25 sierpnia 1953 w Warszawie, zm. 21 kwietnia 1983 w Berlinie), polski tancerz i choreograf.
Był synem Jerzego (inżyniera) i Aliny ze Spoczyńskich. W latach 1963–1972 uczęszczał do Państwowej Szkoły Baletowej w Warszawie, w tej szkole zdał egzamin dojrzałości i w sierpniu 1972 został zaangażowany do Baletu Teatru Wielkiego w Warszawie. W 1978 uzyskał dyplom magistra sztuki po Zaocznym Magisterskim Studium Nauczycieli Tańca przy Państwowej Wyższej Szkole Muzycznej w Warszawie (po przedstawieniu pracy Dwudziestolecie działalności Teatru Pantomimy we Wrocławiu, 1956-1976), rok później rozpoczął studia podyplomowe na Uniwersytecie Łódzkim w zakresie wiedzy o filmie, teatrze i telewizji. W kwietniu 1981 wygłosił referat Balet i szkolnictwo baletowe na sesji Kultura muzyczna Warszawy w okresie okupacji hitlerowskiej.
W Balecie Teatru Wielkiego był od marca 1975 koryfejem, a od maja 1977 drugim solistą. W roku szkolnym 1978/1979 rozpoczął pracę pedagogiczną w Państwowej Szkole Baletowej. Odtwarzał partie zarówno w baletach klasycznych (Giselle Adama, Jezioro łabędzie Czajkowskiego), jak i opartych na nowoczesnych technikach tanecznych (balety Birgit Cullberg Panna Julia do muzyki Ture Rangströma i Księżycowy renifer do muzyki Knudage Rüsagera). Do najbardziej znanych ról Sokólskiego należały m.in. Lalka-Żołnierz w Lalkach Alberto Mendeza (muzyka Ernesto Lecuona), Błazen w Jeziorze łabędzim, Arlekin w Karnawale (muzyka Robert Schumann), Pudel w Bardzo śpiącej królewnie (muzyka Augustyn Bloch). Sokólski występował z baletem Teatru Wielkiego także poza krajem, m.in. we Włoszech, Rumunii i ZSRR, a jako solista - w Operze Rzymskiej.
Jego twórczość jako choreografa została doceniona m.in. na III Ogólnopolskim Konkursie Tańca Scenicznego i Choreografii w Gdańsku w 1979; duet Uwertura do muzyki Antoniego Szałowskiego otrzymał III nagrodę (dwóch pierwszych nie przyznano) i wyróżnienie Związku Autorów i Kompozytorów Scenicznych. W listopadzie 1979, na jubileuszowy koncert Państwowej Szkoły Baletowej w Teatrze Wielkim, Sokólski wspólnie z Barbarą Sier przygotował parodię baletu romantycznego Grand pas de deux pataphysique. We wrześniu 1981 przygotował w Teatrze Wielkim przedstawienie Pieśni Ewy Demarczyk.
W listopadzie 1981 wyjechał do Paryża na stypendium zagraniczne, będące nagrodą za pracę magisterską. Miesiąc później, po wprowadzeniu w Polsce stanu wojennego, wystąpił o azyl polityczny. W sezonie 1982/1983 pracował jako solista zespołu baletowego Deutsche Oper w Berlinie Zachodnim. W kwietniu 1983 zmarł w Berlinie śmiercią samobójczą, pochowany został na cmentarzu przy ulicy Wolskiej w Warszawie.
Sokólski był także autorem wierszy lirycznych i satyrycznych; zostały one ogłoszone pośmiertnie w kwartalniku "Taniec" (1993, nr 3-4).